# Distrito de Guingamp
El distrito de Guingamp es un distrito (en francés arrondissement) de Francia, que se localiza en el departamento de Côtes-d'Armor, de la región de Bretaña (en francés Bretagne). Cuenta con 12 cantones y 90 comunas.

## División territorial

### Cantones
Los cantones del distrito de Guingamp son:
1. Cantón de Bégard
2. Cantón de Belle-Isle-en-Terre
3. Cantón de Bourbriac
4. Cantón de Callac
5. Cantón de Gouarec
6. Cantón de Guingamp
7. Cantón de Maël-Carhaix
8. Cantón de Mûr-de-Bretagne
9. Cantón de Plouagat
10. Cantón de Pontrieux
11. Cantón de Rostrenen
12. Cantón de Saint-Nicolas-du-Pélem

### Comunas
| 1. Belle-Isle-en-Terre (22005)            | 2. Bourbriac (22013)          | 3. Bringolo (22019)                | 4. Brélidy (22018)                    |
| 5. Bulat-Pestivien (22023)                | 6. Bégard (22004)             | 7. Calanhel (22024)                | 8. Callac (22025)                     |
| 9. Canihuel (22029)                       | 10. Carnoët (22031)           | 11. Caurel (22033)                 | 12. La Chapelle-Neuve (22037)         |
| 13. Coadout (22040)                       | 14. Duault (22052)            | 15. Glomel (22061)                 | 16. Gouarec (22064)                   |
| 17. Goudelin (22065)                      | 18. Grâces (22067)            | 19. Guingamp (22070)               | 20. Gurunhuel (22072)                 |
| 21. Kergrist-Moëlou (22087)               | 22. Kerien (22088)            | 23. Kermoroc'h (22091)             | 24. Kerpert (22092)                   |
| 25. Landebaëron (22095)                   | 26. Laniscat (22107)          | 27. Lanrivain (22115)              | 28. Lanrodec (22116)                  |
| 29. Lescouët-Gouarec (22124)              | 30. Loc-Envel (22129)         | 31. Locarn (22128)                 | 32. Lohuec (22132)                    |
| 33. Louargat (22135)                      | 34. Magoar (22139)            | 35. Maël-Carhaix (22137)           | 36. Maël-Pestivien (22138)            |
| 37. Mellionnec (22146)                    | 38. Le Moustoir (22157)       | 39. Moustéru (22156)               | 40. Mûr-de-Bretagne (22158)           |
| 41. Pabu (22161)                          | 42. Paule (22163)             | 43. Perret (22167)                 | 44. Peumerit-Quintin (22169)          |
| 45. Plouagat (22206)                      | 46. Plougonver (22216)        | 47. Plouguernével (22220)          | 48. Plouisy (22223)                   |
| 49. Ploumagoar (22225)                    | 50. Plounévez-Quintin (22229) | 51. Plourac'h (22231)              | 52. Plouëc-du-Trieux (22212)          |
| 53. Ploëzal (22204)                       | 54. Plusquellec (22243)       | 55. Plélauff (22181)               | 56. Plésidy (22189)                   |
| 57. Plévin (22202)                        | 58. Pont-Melvez (22249)       | 59. Portrieux (22250)              | 60. Pédernec (22164)                  |
| 61. Quemper-Guézennec (22256)             | 62. Rostrenen (22266)         | 63. Runan (22269)                  | 64. Saint-Adrien (22271)              |
| 65. Saint-Agathon (22272)                 | 66. Saint-Clet (22283)        | 67. Saint-Connan (22284)           | 68. Saint-Connec (22285)              |
| 69. Saint-Fiacre (22289)                  | 70. Saint-Gelven (22290)      | 71. Saint-Gilles-Pligeaux (22294)  | 72. Saint-Gilles-Vieux-Marché (22295) |
| 73. Saint-Gilles-les-Bois (22293)         | 74. Saint-Guen (22298)        | 75. Saint-Igeaux (22334)           | 76. Saint-Jean-Kerdaniel (22304)      |
| 77. Saint-Laurent (Côtes-d'Armor) (22310) | 78. Saint-Nicodème (22320)    | 79. Saint-Nicolas-du-Pélem (22321) | 80. Saint-Péver (22322)               |
| 81. Saint-Servais (22328)                 | 82. Sainte-Tréphine (22331)   | 83. Senven-Léhart (22335)          | 84. Squiffiec (22338)                 |
| 85. Treffrin (22351)                      | 86. Trébrivan (22344)         | 87. Tréglamus (22354)              | 88. Trégonneau (22358)                |
| 89. Trémargat (22365)                     | 90. Tréogan (22373)           |                                    |                                       |